# Angles (Vendée)
Angles je francouzská obec v departementu Vendée v regionu Pays de la Loire.